# Hatem Ben Arfa
Hatem Ben Arfa (arab. حاتم بن أرفة; ur. 7 marca 1987 w Clamart) – francuski piłkarz tunezyjskiego pochodzenia, który występował na pozycji pomocnika. W latach 2007-2015 reprezentant Francji. Uczestnik Mistrzostw Europy 2012.
W swojej karierze występował m.in. w takich klubach jak: Newcastle United, Olympique Lyon, Olympique Marsylia, Paris Saint-Germain, OGC Nice,Stade Rennais czy Lille

## Kariera
Jego rodzice pochodzą z Tunezji. Ben Arfa, praktykujący muzułmanin, stał się zwolennikiem sufizmu – odłamu islamu.
Sam zawodnik przed Mistrzostwami Świata otrzymał powołanie do reprezentacji Tunezji, ale odmówił. Z młodzieżową reprezentacją Francji zdobył mistrzostwo Europy U-17 w 2004. Hatem jest uznawany za jeden z największych talentów francuskiej piłki nożnej.
W sezonie 2006/07 wywalczył z Lyonem mistrzostwo Francji.
Wystąpił także w jednym meczu Ligi Mistrzów. Od 2008 roku występował w Olympique Marsylia. Wraz z OM zdobył Puchar Ligi Francuskiej i mistrzostwo Francji w 2010. Po zwycięskim sezonie piłkarz przeniósł się do angielskiego Newcastle United.
W październiku 2010 roku Ben Arfa doznał podwójnego złamania nogi po wślizgu Nigela de Jonga. Po dziewięciu miesiącach rehabilitacji piłkarz powrócił do gry; pierwszy oficjalny mecz po kontuzji rozegrał 21 września 2011 roku. 27 kwietnia 2019 zdobył Puchar Francji, pokonując PSG po rzutach karnych.